# Andreas Bruhn
Andreas Bruhn, auch Andreas Broon (* 5. November 1967 in Lüneburg) ist Absolvent des Popkurs in Hamburg, Sänger, Gitarrist, Musikproduzent und Komponist. 

## Karriere
Andreas Bruhn begann seine professionelle Musikerkarriere bei der englischen Band The Sisters of Mercy. Von 1993 bis 1997 produzierte und veröffentlichte er unter dem Namen Broon zwei Soloalben (Broon und Egoism) mit denen er auch auf Tournee ging. Er produzierte und komponierte außerdem für internationale Künstler wie Samantha Fox, Doro Pesch und Newcomer von Pop bis Dance. Bruhn produziert und komponiert hauptsächlich Werbemusik und hat zahlreiche Auszeichnungen und Awards gewonnen. Darunter diverse ADC Awards und Goldene und Bronzene Cannes Lions, die höchste Auszeichnung für Werbemusik-Komponisten. Außerdem produziert Bruhn weiterhin frei Musik und Alben von Künstlern wie Doro Pesch. Einen Zufallshit hatte er 2001 mit der Single Me&you&I, die unter dem Pseudonym Vanish ursprünglich als Werbejingle für Lätta komponiert worden war.

## Privates
Andreas Bruhn ist verheiratet und Vater zweier Töchter. Bruhn wohnt in Hamburg.

## Auszeichnungen
- Goldene Schallplatte The Sisters Of Mercy – A Slight Case Of Overbombing
- Goldene Schallplatte The Sisters Of Mercy – Vision Thing